# Kasima sinden dzsikisin kage-rjú
A kasima sinden dzsikisin kage-rjú (japánul: 鹿島神傳直心影流, rövidebb nevén: dzsikishin kage-rjú) egy hagyományos japán harcművészeti iskola, úgy nevezett korjú. Két, teljesen különálló iskola is működik ezen a néven. Az első, a régi japán kardvívás, a kendzsucu technikával foglalkozik és ezen a néven az 1700-as évektől működik, a másik a japán alabárd, a naginata kezelésével foglalkozik, ezt 1860-ban alapították. Ez a szócikk a kasima sinden dzsikisin kage-ryú kenjutsu, azaz a kardvívó stílussal foglalkozik.

## Az iskola neve
Az iskola nevének nincs hivatalosan meghatározott, vagy egységesen elfogadott jelentése. A legtöbb, a stílussal foglalkozó írásműben - melyeket az iskola különböző ágainak vezetői írtak - eltérő jelentéstartammal jelenik meg az iskola neve. Ezek a változások nagymesterről nagymesterre történtek, de sok félreértés és vita után a hetedik nagymester véglegesítette az írásjegyeket.
Magyarországon több, nem hivatalos fordítása, értelmezése is létezik az iskola nevének. Ám e fordítások sokszor nem pontosak, keveredhetnek bennük az időben eltérően használt fogalmak, így írásban ezeket nem használják.

## Története
Egy Aizu Iko nevű szamuráj 1490-körül hozta létre saját vívóstílusát, melynek a kage-rjú, azaz az "Árnyék-iskola" nevet adta. Az ő kortársa lehetett Szugimoto Bizen no Kami Naokacu (1467–1524), aki szintén kialakította saját stílusát, a kasima sinkage-rjú iskolát. Ismert, hogy egy bizonyos Kamiizumi Isze no Kami Hidecuna (1508-1577?) nevű magas rangú szamuráj elsajátította, majd sinkage-rjú, azaz "Új árnyék-iskola" néven szintén tovább fejlesztette ezeket a stílusokat, és a ma Japánban ismert Sinkage-iskolák nagy része az ő iskolájából származtatható. A dzsikisin kage iskola leszármazási vonala szerinti ötödik nagymester, Kamija Densinszai Szadamicu (1582–1663) kezdte el oktatni ezt a stílus dzsikisin-rjúként. Utóda, a hatodik nagymester, Takahasi Dandzsozaemon Sigeharu (1610–1690) az iskola nevét dzsikisin szeitohára változtatta, míg végül a (majdnem) végleges nevét a hetedik nagymester, Jamada Heizaemon (1639–1716) által érte el, mint dzsikisin kage-rjú.
Heizaemon mester súlyos sérülést szenvedett tizennyolc éves korában, egy bokutóval vívott párbaj során, ezért harminckét éves koráig nem is edzett. Ekkor hallott először Takahasi mester iskolájáról, ahol védőkesztyűt (kote), és védőmaszkot (men) használtak, hogy elkerüljék a sérüléseket. Negyvenhat évesen megkapta mesterétől a menkjo kaident, ezzel megszerezve az iskola legmagasabb fokozatát, s vált az iskola következő nagymesterévé. Hogy még biztonságosabbak, ám mégis élethűek legyenek az edzések, Jamada bevezette a fukuro sinai nevű eszközt, a hagyományos bokken mellé. Harmadik fia – az iskola nyolcadik örököse – Naganuma Sirozaemon Kuniszato (1688–1767) volt, aki végül teljessé tette a védőfelszerelést, használatát pedig általánossá az iskolában, gyakorlatilag megalkotva a modern kendóban is ismert védőfelszerelést, a bógut.
A kilencedik nagymestertől, Naganuma Sirozaemon Fudzsivara no Jorihito (1702–1772) mestertől az iskola két ágra szakadt, a fudzsikava-hára és a naganuma-hára. A fudzsikava-ha örököse volt a tizennegyedik nagymester, Szakakibara Kenkicsi (1830–1894), aki szerte Japánban ismert, és kiváló vívó volt. Őt tizenötödik nagymesterként Jamada Dzsirokicsi (1863–1930) követte, de mellette másik kiváló tanítványa, Macudaira Jaszutosi is saját ágat alkotott az iskolából, macudaira-ha néven (emellett egy harmadik tanítvány, bizonyos Nomi Teidzsiro létrehozta a nomi-ha ágat is). Az ő örököse volt Makita Sigekacu, aki a Meidzsi-restaurációt kísérő harcok után Hokkaidó szigetére vonult vissza, Acuta községbe. Itt hozta létre Dzsikisin-kan nevű edzőközpontját, melyben dzsikisin kage-rjút és kjúdót oktatott. Az ő unokája, Szuzuki Kimijosi (1934–), aki idős kora ellenére jelenleg is aktív oktatója az iskolának.

## Nagymesterek
| Nagymeser  | A rjú neve                | Naganuma-ha                                                                | Szeito-ha                                                                              | Hjakuren-kai                                                                           |                                                                                        |                                                                                        | Nomi-ha                                                                                | Dzsikisinkan                                                                           |
| alapító    | Kasima sin(kage)rjú       | Macumoto (Szugimoto) Bizen-no-Kami (松本備前守, 1467–1524)                 | Macumoto (Szugimoto) Bizen-no-Kami (松本備前守, 1467–1524)                             | Macumoto (Szugimoto) Bizen-no-Kami (松本備前守, 1467–1524)                             | Macumoto (Szugimoto) Bizen-no-Kami (松本備前守, 1467–1524)                             | Macumoto (Szugimoto) Bizen-no-Kami (松本備前守, 1467–1524)                             | Macumoto (Szugimoto) Bizen-no-Kami (松本備前守, 1467–1524)                             | Macumoto (Szugimoto) Bizen-no-Kami (松本備前守, 1467–1524)                             |
| 2.         | Sinkage-rjú               | Kamiizumi Isze-no-Kami Nobucuna (上泉伊勢守信綱, 1508–1577)                | Kamiizumi Isze-no-Kami Nobucuna (上泉伊勢守信綱, 1508–1577)                            | Kamiizumi Isze-no-Kami Nobucuna (上泉伊勢守信綱, 1508–1577)                            | Kamiizumi Isze-no-Kami Nobucuna (上泉伊勢守信綱, 1508–1577)                            | Kamiizumi Isze-no-Kami Nobucuna (上泉伊勢守信綱, 1508–1577)                            | Kamiizumi Isze-no-Kami Nobucuna (上泉伊勢守信綱, 1508–1577)                            | Kamiizumi Isze-no-Kami Nobucuna (上泉伊勢守信綱, 1508–1577)                            |
| 3.         | Sinkage-rjú               | Okujama Kjúkaszai Taira no Kimisige (奥山休賀斎平公重, 1528–1602)          | Okujama Kjúkaszai Taira no Kimisige (奥山休賀斎平公重, 1528–1602)                      | Okujama Kjúkaszai Taira no Kimisige (奥山休賀斎平公重, 1528–1602)                      | Okujama Kjúkaszai Taira no Kimisige (奥山休賀斎平公重, 1528–1602)                      | Okujama Kjúkaszai Taira no Kimisige (奥山休賀斎平公重, 1528–1602)                      | Okujama Kjúkaszai Taira no Kimisige (奥山休賀斎平公重, 1528–1602)                      | Okujama Kjúkaszai Taira no Kimisige (奥山休賀斎平公重, 1528–1602)                      |
| 4.         | Sin sinkage-rjú           | Ogaszavara Gensinszai Minamoto no Nagaharu (小笠原源信斎源長冶, 1574–1644) | Ogaszavara Gensinszai Minamoto no Nagaharu (小笠原源信斎源長冶, 1574–1644)             | Ogaszavara Gensinszai Minamoto no Nagaharu (小笠原源信斎源長冶, 1574–1644)             | Ogaszavara Gensinszai Minamoto no Nagaharu (小笠原源信斎源長冶, 1574–1644)             | Ogaszavara Gensinszai Minamoto no Nagaharu (小笠原源信斎源長冶, 1574–1644)             | Ogaszavara Gensinszai Minamoto no Nagaharu (小笠原源信斎源長冶, 1574–1644)             | Ogaszavara Gensinszai Minamoto no Nagaharu (小笠原源信斎源長冶, 1574–1644)             |
| 5.         | Sinkage dzsikisin-rjú     | Kamija Densinszai Szadamicu (神谷伝心斎直光, 1582–1663)                    | Kamija Densinszai Szadamicu (神谷伝心斎直光, 1582–1663)                                | Kamija Densinszai Szadamicu (神谷伝心斎直光, 1582–1663)                                | Kamija Densinszai Szadamicu (神谷伝心斎直光, 1582–1663)                                | Kamija Densinszai Szadamicu (神谷伝心斎直光, 1582–1663)                                | Kamija Densinszai Szadamicu (神谷伝心斎直光, 1582–1663)                                | Kamija Densinszai Szadamicu (神谷伝心斎直光, 1582–1663)                                |
| 6.         | Dzsikisin Szeitó-icsi-rjú | Takahasi Dandzsózaemon Sigeharu (高橋弾正左衛門重治, 1610–1690)            | Takahasi Dandzsózaemon Sigeharu (高橋弾正左衛門重治, 1610–1690)                        | Takahasi Dandzsózaemon Sigeharu (高橋弾正左衛門重治, 1610–1690)                        | Takahasi Dandzsózaemon Sigeharu (高橋弾正左衛門重治, 1610–1690)                        | Takahasi Dandzsózaemon Sigeharu (高橋弾正左衛門重治, 1610–1690)                        | Takahasi Dandzsózaemon Sigeharu (高橋弾正左衛門重治, 1610–1690)                        | Takahasi Dandzsózaemon Sigeharu (高橋弾正左衛門重治, 1610–1690)                        |
| 7.         | Dzsikisinkage-rjú         | Jamada Heizaemon Micunori (Ippúszai) (山田平左衛門光徳(一風斎), 1638–1718) | Jamada Heizaemon Micunori (Ippúszai) (山田平左衛門光徳(一風斎), 1638–1718)             | Jamada Heizaemon Micunori (Ippúszai) (山田平左衛門光徳(一風斎), 1638–1718)             | Jamada Heizaemon Micunori (Ippúszai) (山田平左衛門光徳(一風斎), 1638–1718)             | Jamada Heizaemon Micunori (Ippúszai) (山田平左衛門光徳(一風斎), 1638–1718)             | Jamada Heizaemon Micunori (Ippúszai) (山田平左衛門光徳(一風斎), 1638–1718)             | Jamada Heizaemon Micunori (Ippúszai) (山田平左衛門光徳(一風斎), 1638–1718)             |
| 8.         | Dzsikisinkage-rjú         | Naganuma Kuniszato Sirozaemon (長沼四郎左衛門国郷, 1688–1767)              | Naganuma Kuniszato Sirozaemon (長沼四郎左衛門国郷, 1688–1767)                          | Naganuma Kuniszato Sirozaemon (長沼四郎左衛門国郷, 1688–1767)                          | Naganuma Kuniszato Sirozaemon (長沼四郎左衛門国郷, 1688–1767)                          | Naganuma Kuniszato Sirozaemon (長沼四郎左衛門国郷, 1688–1767)                          | Naganuma Kuniszato Sirozaemon (長沼四郎左衛門国郷, 1688–1767)                          | Naganuma Kuniszato Sirozaemon (長沼四郎左衛門国郷, 1688–1767)                          |
| 9.         | Dzsikisinkage-rjú         | Naganuma Sirozaemon Fudzsivara no Jorihito (長沼活然斎藤原綱郷, 1702–1772) | Naganuma Sirozaemon Fudzsivara no Jorihito (長沼活然斎藤原綱郷, 1702–1772)             | Naganuma Sirozaemon Fudzsivara no Jorihito (長沼活然斎藤原綱郷, 1702–1772)             | Naganuma Sirozaemon Fudzsivara no Jorihito (長沼活然斎藤原綱郷, 1702–1772)             | Naganuma Sirozaemon Fudzsivara no Jorihito (長沼活然斎藤原綱郷, 1702–1772)             | Naganuma Sirozaemon Fudzsivara no Jorihito (長沼活然斎藤原綱郷, 1702–1772)             | Naganuma Sirozaemon Fudzsivara no Jorihito (長沼活然斎藤原綱郷, 1702–1772)             |
| 10.        | Dzsikisinkage-rjú         | Naganuma Sirozaemon Szukeszato                                             | Fudzsikawa Jasiró Uemon Fudzsivara no Jorihito (藤川彌司郎右衛門尉藤原近義, 1726–1798) | Fudzsikawa Jasiró Uemon Fudzsivara no Jorihito (藤川彌司郎右衛門尉藤原近義, 1726–1798) | Fudzsikawa Jasiró Uemon Fudzsivara no Jorihito (藤川彌司郎右衛門尉藤原近義, 1726–1798) | Fudzsikawa Jasiró Uemon Fudzsivara no Jorihito (藤川彌司郎右衛門尉藤原近義, 1726–1798) | Fudzsikawa Jasiró Uemon Fudzsivara no Jorihito (藤川彌司郎右衛門尉藤原近義, 1726–1798) | Fudzsikawa Jasiró Uemon Fudzsivara no Jorihito (藤川彌司郎右衛門尉藤原近義, 1726–1798) |
| 11.        | Dzsikisinkage-rjú         | Naganuma Sirozaemon Maszaszato                                             | Akaisi Csikajosi (赤石近義, 1749–1825)                                                 | Akaisi Csikajosi (赤石近義, 1749–1825)                                                 | Akaisi Csikajosi (赤石近義, 1749–1825)                                                 | Akaisi Csikajosi (赤石近義, 1749–1825)                                                 | Akaisi Csikajosi (赤石近義, 1749–1825)                                                 | Akaisi Csikajosi (赤石近義, 1749–1825)                                                 |
| 12-        | Dzsikisinkage-rjú         | Naganuma Goro Jaszuszato                                                   | Dannó Gennosin Jositaka (團野源之進義高, 1761–1849)                                    | Dannó Gennosin Jositaka (團野源之進義高, 1761–1849)                                    | Dannó Gennosin Jositaka (團野源之進義高, 1761–1849)                                    | Dannó Gennosin Jositaka (團野源之進義高, 1761–1849)                                    | Dannó Gennosin Jositaka (團野源之進義高, 1761–1849)                                    | Dannó Gennosin Jositaka (團野源之進義高, 1761–1849)                                    |
| 13.        | Dzsikisinkage-rjú         | Naganuma Sirozaemon Kacuszato                                              | Odani Simosza-no-kami Nobutomo (男谷下總守信友, 1798–1864)                             | Odani Simosza-no-kami Nobutomo (男谷下總守信友, 1798–1864)                             | Odani Simosza-no-kami Nobutomo (男谷下總守信友, 1798–1864)                             | Odani Simosza-no-kami Nobutomo (男谷下總守信友, 1798–1864)                             | Odani Simosza-no-kami Nobutomo (男谷下總守信友, 1798–1864)                             | Odani Simosza-no-kami Nobutomo (男谷下總守信友, 1798–1864)                             |
| 14.        | Dzsikisinkage-rjú         | Szakai Szukenodzso Maszatada                                               | Szakakibara Kenkicsi (榊原鍵吉, 1830–1894)                                             | Szakakibara Kenkicsi (榊原鍵吉, 1830–1894)                                             | Szakakibara Kenkicsi (榊原鍵吉, 1830–1894)                                             | Szakakibara Kenkicsi (榊原鍵吉, 1830–1894)                                             | Szakakibara Kenkicsi (榊原鍵吉, 1830–1894)                                             | Szakakibara Kenkicsi (榊原鍵吉, 1830–1894)                                             |
| 15.        | Dzsikisinkage-rjú         | Szakai Dzsihei Tadaaki                                                     | Jamada Dzsirókicsi (山田 次朗吉, 1863–1930)                                            | Jamada Dzsirókicsi (山田 次朗吉, 1863–1930)                                            | Jamada Dzsirókicsi (山田 次朗吉, 1863–1930)                                            | Jamada Dzsirókicsi (山田 次朗吉, 1863–1930)                                            | Nomi Teidzsiro (野見錠次郎)                                                            | Macudaira Jaszutosi (松平, 1835–1880)                                                  |
| 16.        | Dzsikisinkage-rjú         | Szakai Kindzsiro Tadaari                                                   | Kavasima Takasi (川島 堯)                                                              | –                                                                                      | Ómori Szógen (大森 曹玄, 1904–1994)                                                    | Ómori Szógen (大森 曹玄, 1904–1994)                                                    | Nomi Hamao                                                                             |                                                                                        |
| 17.        | Dzsikisinkage-rjú         | Szakai Tokutaro                                                            | Ōnishi Hidetaka (大西英隆, 1906–1966)                                                  | Ōnishi Hidetaka (大西英隆, 1906–1966)                                                  | Szaszaki Genszó (佐々木 玄宗, b. 1947)                                                 | Terajama Kacudzso (1938–2007)                                                          | Isigaki Jaszuzó (石垣安造)                                                             | Szuzuki Kimijosi (鈴木公宜, 1934-)                                                     |
| 18.        | Dzsikisinkage-rjú         | Szakai Kacuenszai                                                          | Namiki Jaszusi (並木靖, 1926–1999)                                                     | 17. nagymester: [Hjakuren Kai 1. nagymester] Hajakava Kóicsi (早川幸市)                | –                                                                                      | –                                                                                      | –                                                                                      | –                                                                                      |
| 19.        | Dzsikisinkage-rjú         | Szakai Kacudenszai Kacuja                                                  | Itó Maszajuki (伊藤雅之, c. 1930–2001)                                                 | 18. nagymester: [Hjakuren Kai 2. nagymester] Ivasza Maszaru (岩佐勝, 1945)             | –                                                                                      | –                                                                                      | –                                                                                      | –                                                                                      |
| 20.        | Dzsikisinkage-rjú         | Szuzuki Kimijosi (鈴木公宜, 1934-)                                         | Josida Hidzsime (吉田基, c. 1945)                                                      | –                                                                                      | –                                                                                      | –                                                                                      | –                                                                                      | –                                                                                      |
| 21.        |                           | -                                                                          | -                                                                                      | -                                                                                      | -                                                                                      | -                                                                                      | -                                                                                      | -                                                                                      |
| Nagymester | A rjú neve                |                                                                            | Szeito-ha                                                                              | Hjakuren-kai                                                                           |                                                                                        |                                                                                        | Nomi-ha                                                                                | Dzsikisinkan (korábban Sinbukan)                                                       |

## Klasszikus formagyakorlatok
Ezeket a gyakorlatokat klasszikus katáknak nevezzük, mivel Szakakibara Kenkicsi nagymester idejéig csak ezeket gyakorolták az iskolában. Az őt követő nagymesterek már létrehoztak saját katákat is.
A klasszikus katák a következők:
- Hódzsó
- Fukuro sinai no kata (vagy Tonó)
- Kodacsi
- Habiki
- Maruhasi

## Az iskola a világban
Az alábbi táblázatban látható, hogy a világ mely részein oktatnak dzsikisin kage-rjú kendzsucut, avagy annak valamely formagyakorlatát. Ahol a klasszikus katákat gyakorolják, ott valamelyik hivatalos dzsikisin kage-irányzat működik. Ahol azonban csak egy-egy formagyakorlatot tanulnak, ott általában mint "vendég stílus" van jelen az iskola valamely más harcművészet (például aikidó, karate vagy kendó) edzésein.
| Kontinens     | Ország          | Város               | Gyakorolt katák                      | Irányzat és oktató                           |
| ------------- | --------------- | ------------------- | ------------------------------------ | -------------------------------------------- |
| Ázsia         | Japán           | Tokió (東京)        | klasszikus katák                     | Joshida Hidzsime                             |
| Ázsia         | Japán           | Kóbe (神戸市)       | klasszikus katák                     |                                              |
| Ázsia         | Japán           | Jokohama (横浜市)   | klasszikus katák                     |                                              |
| Európa        | Csehország      | Prága               | Hódzsó no kata                       | Namiki Jaszusi vonala, Maszatomi Ikeda       |
| Európa        | Írország        | Ballina             | klasszikus és Sinbukan katák         | Macudaira Jaszutosi vonala, Szuzuki Kimijosi |
| Európa        | Lengyelország   | Kołobrzeg           | klasszikus és Sinbukan katák         | Macudaira Jaszutosi vonala, Szuzuki Kimijosi |
| Európa        | Lengyelország   | Toruń               | klasszikus és Sinbukan katák         | Macudaira Jaszutosi vonala, Szuzuki Kimijosi |
| Európa        | Németország     | Berlin              | klasszikus és Sinbukan katák         | Macudaira Jaszutosi vonala, Szuzuki Kimijosi |
| Európa        | Németország     | Halle an der Saale  | klasszikus és Sinbukan katák         | Macudaira Jaszutosi vonala, Szuzuki Kimijosi |
| Európa        | Magyarország    | Budapest            | klasszikus és Sinbukan katák         | Macudaira Jaszutosi vonala, Szuzuki Kimijosi |
| Európa        | Magyarország    | Gödöllő             | klasszikus és Sinbukan katák         | Macudaira Jaszutosi vonala, Szuzuki Kimijosi |
| Európa        | Magyarország    | Pécs                | klasszikus és Sinbukan katák         | Macudaira Jaszutosi vonala, Szuzuki Kimijosi |
| Európa        | Magyarország    | Dunakeszi           | klasszikus és Sinbukan katák         | Macudaira Jaszutosi vonala, Szuzuki Kimijosi |
| Európa        | Magyarország    | Kecskemét           | klasszikus és Sinbukan katák         | Macudaira Jaszutosi vonala, Szuzuki Kimijosi |
| Európa        | Olaszország     | Torino              | Hódzsó no kata, Fukuro sinai no kata | Namiki Jaszusi vonala, Hideki Hoszokava      |
| Európa        | Olaszország     | Imperia             | Hódzsó no kata                       | Namiki Jaszusi vonala, Hideki Hoszokava      |
| Európa        | Olaszország     | La Spezia           | Hódzsó no kata                       | Namiki Jaszusi vonala, Hideki Hoszokava      |
| Európa        | Észak-Macedónia | Szkopje             | Hódzsó no kata                       | Namiki Jaszusi vonala, Maszatomi Ikeda       |
| Európa        | Hollandia       | Utrecht             | Hódzsó no kata, Fukuro sinai no kata | Namiki Jaszusi vonala, Maszatomi Ikeda       |
| Európa        | Hollandia       | Amszterdam          | Hódzsó no kata                       | Namiki Jaszusi vonala, Hideki Hoszokava      |
| Európa        | Szerbia         | Belgrád             | Hódzsó no kata                       | Namiki Jaszusi vonala, Maszatomi Ikeda       |
| Európa        | Szerbia         | Újvidék             | Hódzsó no kata                       | Namiki Jaszusi vonala, Maszatomi Ikeda       |
| Európa        | Szerbia         | Versec              | Hódzsó no kata                       | Namiki Jaszusi vonala, Maszatomi Ikeda       |
| Európa        | Szerbia         | Niš                 | Hódzsó no kata                       | Namiki Jaszusi vonala, Maszatomi Ikeda       |
| Európa        | Szlovákia       | Szered              | klasszikus és Sinbukan katák         | Macudaira Jaszutosi vonala, Szuzuki Kimijosi |
| Európa        | Szlovákia       | Pozsony             | Hódzsó no kata                       | Namiki Jaszusi vonala, Maszatomi Ikeda       |
| Európa        | Svájc           | Aarau               | Hódzsó no kata                       | Namiki Jaszusi vonala, Maszatomi Ikeda       |
| Európa        | Svájc           | Bázel               | Hódzsó no kata                       | Namiki Jaszusi vonala, Maszatomi Ikeda       |
| Európa        | Svájc           | La Chaux-de-Fonds   | Hódzsó no kata                       | Namiki Jaszusi vonala, Maszatomi Ikeda       |
| Európa        | Svájc           | Neuchâtel           | Hódzsó no kata, Fukuro sinai no kata | Namiki Jaszusi vonala, Maszatomi Ikeda       |
| Európa        | Svájc           | Zürich              | Hódzsó no kata, Fukuro sinai no kata | Namiki Jaszusi vonala, Maszatomi Ikeda       |
| Európa        | Svájc           | Winterthur          | Hódzsó no kata                       | Namiki Jaszusi vonala, Maszatomi Ikeda       |
| Észak Amerika | USA             | Rockville, Maryland | klasszikus katák                     | Namiki Jaszusi vonala                        |
| Észak Amerika | USA             | Chicago, Illinois   | Hódzsó no kata                       | Omori Szógen vonala                          |
| Észak Amerika | USA             | Honolulu, Hawaii    | Hódzsó no kata                       | Omori Szógen vonala                          |
| Kontinens     | Ország          | Város               | Gyakorolt katák                      | Irányzat és oktató                           |

## A dzsikisinkage-rjú Magyarországon
Magyarországon 1998-óta van lehetőség a stílus tanulására, hála a néhány évvel korábban Pécsre költöző Szuzuki Kimijosi nagymesternek. Ő Sinbukan-dodzsó néven hozott létre egy klubot, ahol előbb Godzsú-rjú karatét, majd kendzsucut kezdett oktatni. A klub neve 2018 januárjától - nagyapja régi klubjának emlékére - Jikishinkan Dojo. Jelenleg Szuzuki Kimijosi nagymester szakmai irányítása alatt itthon - a pécsi klubon kívül - Budapesten és Gödöllőn, Kecskeméten, Sopronban, valamint Cegléden  vannak klubok. Érdemes megemlíteni, hogy a magyar irányvonal két ágra szakadt, Szuzuki Kimiyosi mester tanítványai közül jelenleg tizenketten rendelkeznek állandó oktatói és vizsgáztató engedéllyel. Illetve több klub működik ideiglenes engedéllyel szakmai vezetése mellett.
A Sinbukan-vonal egyik jellegzetessége az un. Sinbukan-katák gyakorlása, melyeket Szuzuki mester azért hozott létre, hogy az európai tanulók könnyebben elsajátíthassák a klasszikus katákhoz szükséges bonyolult és fegyelmezett mozgások alapjait.

## Külső hivatkozások
- Kenjutsu.lap.hu (linkgyűjtemény)